# Crimson Tide (soundtrack)
Crimson Tide is de originele soundtrack van de film met dezelfde naam. Het album werd gecomponeerd door Hans Zimmer en uitgebracht op 16 mei 1995 door Hollywood Records.
De filmmuziek werd door Zimmer geproduceerd met een traditioneel orkest en koor in combinatie met elektronische muziek. Het orkest werd geleid door Nick Glennie-Smith en het koor door Harry Gregson-Williams. Het gedeelte Includes Hymn "Eternal Father Strong To Save" uit het nummer "Roll Tide" werd gecomponeerd door John Dykes en de tekst werd geschreven door William Whiting. Met de soundtrack won Zimmer in 1996 een Grammy Award in de categorie Best Instrumental Composition Written for a Motion Picture or for Television.

## Musici
- Luís Jardim - percussie
- Malcolm McNab - Trompet
- Hans Zimmer - Synthesizer

## Nummers
| Nr. | Titel                                                     | Duur  |
| --- | --------------------------------------------------------- | ----- |
| 1   | Mutiny                                                    | 8:56  |
| 2   | Alabama                                                   | 23:48 |
| 3   | Little Ducks                                              | 2:01  |
| 4   | 1SQ                                                       | 18:32 |
| 5   | Roll Tide (Includes Hymn "Eternal Father Strong To Save") | 7:32  |

## Prijzen en nominaties
| Jaar | Prijs        | Categorie                                                                | Genomineerde(n) | Uitslag  |
| ---- | ------------ | ------------------------------------------------------------------------ | --------------- | -------- |
| 1996 | Grammy Award | Best Instrumental Composition Written for a Motion Picture or Television | Hans Zimmer     | Gewonnen |